# Darlington Nagbe
Darlington Joe Phillip Nagbe (ur. 19 lipca 1990 w Monrovii) – amerykański piłkarz liberyjskiego pochodzenia występujący na pozycji pomocnika, zawodnik Columbus Crew oraz reprezentacji Stanów Zjednoczonych. 
Wychowanek Akron Zips. Profesjonalną karierę zaczynał w Portland Timbers, gdzie spędził siedem lat.
Znalazł się w kadrze na Copa América 2016. 